# Kolonia Miłkowska
Kolonia Miłkowska – część wsi Miłków w Polsce, położona w województwie świętokrzyskim, w powiecie ostrowieckim, w gminie Bodzechów.
W latach 1975–1998 Kolonia Miłkowska administracyjnie należała do województwa kieleckiego.